# Verdubbeld haploïde
Een verdubbeld haploïde (DH) is een genotype dat wordt gevormd wanneer haploïde cellen chromosoomverdubbeling ondergaan. Kunstmatige productie van verdubbelde haploïden is belangrijk in de plantenveredeling.
Haploïde cellen worden geproduceerd uit stuifmeel- of eicellen of uit andere cellen van de gametofyt die - spontaan of geïnduceerd - een chromosoomverdubbeling ondergaanet resultaat is een verdubbeld haploïde plant. Als de oorspronkelijke plant diploïde was zijn de haploïde cellen monoploïde en kan de term verdubbeld monoploïde worden gebruikt. 
Conventionele inteeltprocedures hebben zes generaties nodig om ongeveer volledige homozygotie te bereiken, terwijl verdubbelde haploïdie dit in één generatie bereikt. Dihaploïde planten afgeleid van tetraploïde gewasplanten kunnen belangrijk zijn voor fokprogramma's waarbij diploïde wilde verwanten van de gewassen betrokken zijn.

## Geschiedenis
De eerste vermelding van de haploïde plant werd gepubliceerd door Blakeslee et al. (1922) in Datura stramonium. Vervolgens werden haploïden gemeld bij veel andere soorten. Guha en Maheshwari (1964) ontwikkelden een helmknopcultuurtechniek voor de productie van haploïden in het laboratorium. Haploïde productie door brede kruising werd bereikt in gerst (Kasha en Kao, 1970) en tabak (Burk et al., 1979). Tabak, koolzaad en gerst waren de meest responsieve soorten voor verdubbelde haploïde productie. Verdubbelde haploïde methodologieën worden nu toegepast op meer dan 250 soorten.

## Productie van verdubbelde haploïden
Verdubbelde haploïden kunnen in vivo of in vitro worden geproduceerd. Haploïde embryo's worden in vivo geproduceerd door parthenogenese, pseudogamie of chromosoomeliminatie na brede kruising. Het haploïde embryo wordt geselecteerd, gekweekt en chromosoomverdubbeling produceert verdubbelde haploïden. De in vitro methoden zijn o.a. gynogenese (eierstok- en bloemenkweek) en androgenese (helmknop- en microsporenkweek). Androgenese heeft meestal de voorkeur. Een andere methode om de haploïden te produceren is brede kruising. In gerst kunnen haploïden worden geproduceerd door brede kruising met de verwante soort Hordeum bulbosum; tijdens de vroege stadia van zaadontwikkeling worden de H. bulbosum- chromosomen verwijderd, waardoor een haploïde embryo achterblijft. In tabak (Nicotiana tabacum) wordt brede kruising met Nicotiana africana veel gebruikt. Wanneer N. africana wordt gebruikt om N. tabacum te bestuiven, overleeft 0,25 tot 1,42 procent van het nageslacht en kan dan gemakkelijk worden geïdentificeerd als ofwel F1-hybriden of maternale haploïden. Hoewel deze percentages klein zijn, zorgt de enorme opbrengst van kleine zaadjes en de vroege dood van de meeste zaailingen voor een aanzienlijk aantal levensvatbare hybriden en haploïden in de relatief kleine grondcontainers. Deze methode van ongelijksoortige bestuiving dient als een praktische manier om van zaad afgeleide haploïden van N. tabacum te produceren, hetzij als een alternatieve methode of als aanvullende methode voor helmknopcultuur.

## Genetica van DH-populatie
In de DH-methode komen slechts twee soorten genotypen voor voor een allelenpaar, A en a, met de frequentie van ½ AA en ½ aa, terwijl in de diploïde methode drie genotypen voorkomen met de frequentie van ¼ AA, ½ Aa, ¼ aa. Dus als AA het gewenste genotype is, is de kans om dit genotype te verkrijgen groter bij de haploïde methode dan bij de diploïde methode. Als n loci worden gescheiden, is de kans om het gewenste genotype te krijgen (1/2)n met de haploïde methode en (1/4)n net de diploïde methode. Vandaar dat de efficiëntie van de haploïde methode hoger is naarmate het aantal betrokken genen groter is.
Er zijn onderzoeken uitgevoerd waarbij de DH-methode en andere conventionele fokmethoden werden vergeleken en daarbij werd geconcludeerd dat het toepassen van verdubbelde haploïdie niet leidt tot een vertekening van genotypen in populaties, en willekeurige DH's bleken zelfs compatibel te zijn met lijnen geproduceerd door de conventionele stamboommethode.

## Toepassingen van DH plantenveredeling

### In kaart brengen van loci voor kwantitatieve kenmerken
De meeste economische interessante eigenschappen worden gecontroleerd door genen met kleine maar cumulatieve effecten. Hoewel het belang van DH-populaties in kwantitatieve genetica al langer wordt ingezien, was het de komst van moleculaire markerkaarten die de aanzet gaven voor hun gebruik bij het identificeren van de loci die kwantitatieve eigenschappen beheersen. Omdat de kwantitatieve trait loci (QTL) -effecten klein zijn en sterk worden beïnvloed door omgevingsfactoren, is nauwkeurige fenotypering met gereproduceerde onderzoeken nodig. Verdubbelde haploïde organismen maken dit mogelijk vanwege hun echte kweekkarakter en omdat ze gemakkelijk in grote aantallen kunnen worden geproduceerd. Met behulp van DH-populaties zijn 130 kwantitatieve eigenschappen in kaart gebracht in negen gewassoorten. In totaal werden 56 DH-populaties gebruikt voor QTL-detectie.

### Terugkruising
Bij terugkruisingsconversie worden genen door middel van herhaalde terugkruising van een donorcultivar of verwante soort naar een ontvangende elitelijn gekweekt. Een probleem bij deze procedure is dat lastig is om te identificeren welke lijnen de gezochte eigenschap dragen bij elke generatie. Dit probleem speelt vooral als de eigenschap recessief is, omdat het alleen in een heterozygote toestand aanwezig zal zijn na elke terugkruising. De ontwikkeling van moleculaire markers biedt een eenvoudigere selectie op basis van het genotype (marker) in plaats van het fenotype. Gecombineerd met verdubbelde haploïdie wordt dit effectiever. Bij marker-ondersteunde terugkruisingsconversie wordt een ontvangende ouder gekruist met een donorlijn en de hybride (F1) teruggekruist met de ontvanger. De resulterende generatie (BC1) wordt teruggekruist en het proces wordt herhaald totdat de gewenste genotypen zijn geproduceerd. De combinatie van verdubbelde haploïdie en moleculaire marker zorgt voor een kortere weg. Al in de eerste generatie terugkruisingen kan een genotype met het gewenste karakter worden geselecteerd en omgezet in een homozygoot dubbel-haploïde genotype. Chen et al. (1994) gebruikten marker-ondersteunde terugkruisconversie met verdubbelde haploïdie van BC1-individuen om streep-roestbestendige lijnen in gerst te produceren.

### Bulked segregantanalyse (BSA)
In bulked segregant-analyse wordt een populatie gescreend op een eigenschap van belang en de genotypen aan de twee uiterste uiteinden vormen twee bulks. Vervolgens worden de twee bulks getest op de aan- of afwezigheid van moleculaire markers. Omdat verondersteld wordt dat de bulks contrasteren in de allelen die bijdragen aan positieve en negatieve effecten, geeft elk markerpolymorfisme tussen de twee bulks de koppeling aan tussen de marker en het kenmerk van belang. BSA is afhankelijk van nauwkeurige fenotypering en de DH-populatie heeft het bijzondere voordeel dat ze echt fokken en herhaaldelijk kunnen worden getest. DH-populaties worden vaak gebruikt in bulked segregant-analyse, wat een populaire methode is bij het fokken met markers. Deze methode is vooral toegepast op koolzaad en gerst.

### Genetische kaarten
Genetische kaarten zijn erg belangrijk om de structuur en organisatie van genomen te begrijpen waaruit evolutiepatronen en syntenische relaties tussen soorten kunnen worden afgeleid. Genetische kaarten bieden ook een raamwerk voor het in kaart brengen van genen van belang en het schatten van de omvang van hun effecten en helpen ons begrip van genotype / fenotype-associaties. DH-populaties zijn standaardbronnen geworden bij het genetisch in kaart brengen van soorten waarin DH's direct beschikbaar zijn. Verdubbelde haploïde populaties zijn ideaal voor genetische mapping. Het is mogelijk om binnen twee jaar na de eerste kruising een genetische kaart te maken, ongeacht de soort. Kaartconstructie is relatief eenvoudig met behulp van een DH-populatie die is afgeleid van een hybride van twee homozygote ouders, aangezien de verwachte segregatieverhouding eenvoudig is, namelijk 1:1. DH-populaties worden tegenwoordig gebruikt om genetische kaarten te maken van gerst, koolzaad, rijst, tarwe en peper. DH-populaties speelden een belangrijke rol bij het genereren van de moleculaire markerkaarten in acht gewassoorten.

### Genetische studies
Genetische ratio's en mutatiesnelheden kunnen direct worden afgelezen van haploïde populaties. Een kleine verdubbelde haploïde (DH) populatie werd gebruikt om aan te tonen dat een dwerg-gen in gerst zich op chromosoom 5H bevindt. In een ander onderzoek is de segregatie van een reeks markers in gerst geanalyseerd.

### Genomica
Hoewel QTL-analyse een enorme hoeveelheid informatie heeft opgeleverd over genlocaties en de omvang van effecten op veel eigenschappen, is de identificatie van de betrokken genen ongrijpbaar gebleven. Dit komt door een slechte resolutie van QTL-analyse. De oplossing voor dit probleem zou de productie zijn van een recombinante chromosoomsubstitutielijn, of getrapte uitgelijnde recombinante inteeltlijnen. Hier wordt terugkruising uitgevoerd totdat een gewenst niveau van recombinatie is opgetreden en worden genetische markers gebruikt om gewenste recombinante chromosoomsubstitutielijnen in het doelgebied te detecteren, die kunnen worden gefixeerd door verdubbelde haploïdie. In rijst is gevonden dat moleculaire markers zijn gekoppeld aan belangrijke genen en QTL's voor resistentie tegen rijstontploffing, bacteriële bacterievuur en omhulselziekte in een kaart die is geproduceerd op basis van DH-populatie.

### Elite kruisingen
Traditionele kweekmethoden zijn traag en nemen 10-15 jaar in beslag voor de ontwikkeling van de cultivar. Een ander nadeel is inefficiëntie van selectie in vroege generaties vanwege heterozygotie. Deze twee nadelen kunnen door DH's worden overwonnen en meer elite-kruisingen kunnen binnen minder tijd worden geëvalueerd en geselecteerd.

### Cultivar ontwikkeling
Uniformiteit is een algemene vereiste voor de gecultiveerde lijn in de meeste soorten, die gemakkelijk kan worden verkregen door middel van DH-productie. Er zijn verschillende manieren waarop DH's kunnen worden gebruikt in de cultivarproductie. De DH-lijnen zelf kunnen worden vrijgegeven als cultivars, ze kunnen worden gebruikt als ouders in de productie van hybride cultivars of meer indirect bij het creëren van veredelaarslijnen en in het behoud van kiemplasma. Gerst heeft meer dan 100 directe DH-cultivars. Volgens gepubliceerde informatie zijn er momenteel ongeveer 300 van DH afgeleide cultivars in 12 soorten wereldwijd.
Het belang van DH's voor de plantenveredeling is de afgelopen jaren aanzienlijk toegenomen door de ontwikkeling van protocollen voor 25 soorten. Verdubbelde haploïdie speelt al een belangrijke rol in de hybride cultivarproductie van groenten en het potentieel voor sierteelt wordt voortvarend onderzocht. DH's worden ook ontwikkeld in het medicinale kruid Valeriana officinalis om lijnen met een hoge farmacologische activiteit te selecteren. Een andere interessante ontwikkeling is dat vruchtbare homozygote DH-lijnen kunnen worden geproduceerd in soorten die zelf-incompatibiliteitssystemen hebben.

## Voordelen van DH's
Het vermogen om homozygote lijnen te produceren na een enkele ronde recombinatie bespaart veel tijd voor de plantenveredelaars. Studies concluderen dat willekeurige DH's vergelijkbaar zijn met de geselecteerde lijnen in stamboominteelt. De andere voordelen zijn de ontwikkeling van een groot aantal homozygote lijnen, efficiënte genetische analyse en de ontwikkeling van markers voor bruikbare eigenschappen in veel minder tijd. Meer specifieke voordelen zijn onder meer de mogelijkheid van zaadvermeerdering als alternatief voor vegetatieve vermeerdering in sierplanten, en bij soorten zoals bomen waarbij lange levenscycli en inteeltdepressie traditionele kweekmethoden uitsluiten, biedt verdubbelde haploïdie nieuwe alternatieven.

## Nadelen van DH's
Het grootste nadeel van de DH-populatie is dat selectie niet aan de populatie kan worden opgelegd. Maar in de conventionele fokkerij kan selectie gedurende meerdere generaties worden toegepast: daardoor kunnen gewenste karakters in de populatie toch worden verbeterd.
In haploïden geproduceerd uit helmknopcultuur, ziet men dat sommige planten aneuploïden zijn en sommige gemengde haploïde-diploïde typen. Een ander nadeel dat samenhangt met de dubbele haploïdie zijn de kosten die gemoeid zijn met het opzetten van weefselkweek- en groeifaciliteiten. Het overmatig gebruik van verdubbelde haploïdie kan genetische variatie in kweekkiemplasma verminderen. Daarom moet men met verschillende factoren rekening houden voordat verdubbelde haploïdie in fokprogramma's wordt ingezet.

## Conclusies
Technologische vooruitgang heeft DH-protocollen opgeleverd voor de meeste plantensoorten. Het aantal soorten waar verdubbelde haploïdie is toegepast heeft in slechts enkele decennia de 250 bereikt. De succesfactor is toegenomen naarmate meer soorten uit de tegenstribbelende categorie verdwenen. Daarom zal het zorgen voor een grotere efficiëntie van de plantenveredeling.

## Tutorials
- Verdubbelde haploïden om wintertarwe te verbeteren
- Video: Verdubbelde Haploïden: Een eenvoudige methode om de efficiëntie van de maïsveredeling te verbeteren.